# Hans Kähler
Hans Heinrich Jacob Kähler (* 16. Februar 1912 in Uetersen; † 8. Mai 1983 in Hamburg) war ein deutscher Linguist und Indonesist. Er lehrte von 1956 bis 1979 als Professor für Indonesische und Südsee-Sprachen und Kulturen an der Universität Hamburg.

## Leben
Kähler studierte Linguistik an der Universität Hamburg. Während des Studiums war er aktiv beim Corps Irminsul, dem er bis zu seinem Tode angehörte. Nach dem Studium promovierte Kähler in Hamburg an der Philosophischen Fakultät.
Während des Zweiten Weltkrieges war Kähler auf einer mehrjährigen Forschungsreise in Niederländisch-Indien und wurde bei Ausbruch des Krieges wegen seiner deutschen Staatsbürgerschaft interniert. Die Zeit seiner Internierung nutzte Kähler um die Sprachen Indonesiens zu erforschen. Unter anderem entdeckte er während seiner Internierung die Sprache Enggano.
Nach dem Zweiten Weltkrieg wurde Kähler 1949 Dozent für Indonesische und Südseesprachen an der Philosophischen Fakultät der Universität Hamburg. Er wurde 1956 zum außerplanmäßigen Professor, 1968 zum Wissenschaftlichen Rat und Professor und 1971 zum Universitätsprofessor für Indonesische und Südsee-Sprachen und Kulturen ernannt. Von 1969 bis zu seiner Emeritierung 1979 war er Direktor des Seminars für Indonesische und Südsee-Sprachen im Fachbereich Orientalistik (heute Asien-Afrika-Institut) der Universität Hamburg.
Von gewagten Hypothesen etwa auf lexikostatistischer Basis nahm er Abstand. Eine sprachhistorische oder regionale Zuordnung von Sprachelementen des Enggano, deren Herkunft er nicht eindeutig identifizieren konnte, lehnte er folglich bis zuletzt ab. Hatte Kähler jedoch zu einer ihm zwingend erscheinenden Lösung eines Problems gefunden, hielt er an ihr selbstsicher fest und verteidigte sie auch gegen andere vermeintlich glanzvolle wissenschaftlichen Verfahren – zumeist zu Recht, wie sich heute zeigt. Beispiel hierfür war seine stets mit Überzeugung vorgetragene Überlegung zu der Kernfrage der austronesischen Sprachforschung: der Rekonstruktion sprachlicher Relationen und damit einer Sprachgeschichte des pazifischen Raums. Kähler steuerte, zunächst ganz auf sich gestellt, den Nachweis bei, die polynesischen „Dialekte“ seien ihrer typologischen Struktur und ihrem Sprachgeist nach indonesische Sprachen.
Den Beweis dieser vielbeachteten Überlegung lieferte er von 1952 bis 1955, indem er seine Kenntnisse von westaustronesischen Sprachen mit ihrem Reichtum an Formationen und der Beständigkeit ihres Lautinventars überzeugend ins Feld führte.
Die „Zeitschrift für Eingeborenen-Sprachen“ bzw. „Afrika und Übersee“ und Beihefte waren bis zur Gründung einer eigenen Publikationsreihe das bevorzugte Medium zur Veröffentlichung seiner Arbeiten. In ihnen trachtete Hans Kähler über rein sprachwissenschaftliche Probleme hinaus Oralliteratur sowie ethnolinguistische Überlegungen einzubeziehen. Seine „Untersuchungen über die Entstehung klassifikatorischer Präfixe in austronesischen Sprachen“ gelten als Meisterwerk originärer vergleichender Linguistik. Bezeichnend für Kähler ist auch der Titelzusatz „Berichte über eine untergehende Kultur“, den er seiner Arbeit „Texte von der Insel Enggano“ (1975) voranstellte. Seine sprachlichen Forschungen führten ihn zu austronesischen Randgruppen wie den Völkerschaften an der West-, aber auch Ostküste Sumatras oder zu den Kap-Malaien in Südafrika. Ihnen half er mit seinen Untersuchungen, Zeugnisse ihrer Kultur zu erhalten.
Kähler widmete sich auch der nach ihrer Sprecherzahl heute bedeutendsten austronesischen Sprache, der indonesischen Nationalsprache. Seine systematische Darstellung ihrer Grammatik in Form eines Lehrbuchs hilft seit Jahrzehnten Schülern, die Struktur der Bahasa Indonesia zu durchschauen. Kählers „Grammatik der Bahasa Indonesia“, 1983 in 3. Auflage erschienen, ist nach wie vor ein grundlegendes Werk. Diese Grammatik, aber auch das 1966 publizierte vgl. Wörterverzeichnis des Jakarta-Dialekts (Omong Jakarta), stehen für eine weitere charakteristische Haltung des Wissenschaftlers, der profunde Fachkenntnis zugunsten einer praktischen Anwendung wissenschaftlicher Erkenntnisse einsetzte.
Als Professor wirkte Kähler nicht nur als Wissenschaftler, sondern auch als Lehrer sowie Förderer und Gründer wissenschaftlicher Institutionen. Er führte seine Studenten mit Leidenschaft, begeisterungsfähig, in die Welt der Austronesistik ein und galt als Vorbild eines mit Akkuratesse und Ausdauer arbeitenden Wissenschaftlers. Hatte er sich zwei Zigaretten versehentlich zugleich angezündet, wussten die Studenten, dass ihn die Erklärung eines Problems entgegen seinem norddeutsch geprägten Wesen fortreißen würde. Sachlichkeit in der Argumentation, Genauigkeit in der Beweisführung und Vorsicht im Urteil waren jedoch stets seine wissenschaftlichen Maximen.
Hans Kähler konnte allen Widrigkeiten zum Trotz auf ein Lebenswerk zurückblicken, das über sein wissenschaftliches Werk hinausgeht und Bestand hat: die Erhaltung und Förderung des traditionsreichen Seminars für Indonesische und Südseesprachen, dem er mit seiner unermüdlichen Arbeit eine Zukunft gesichert hat.
Über die Zusammenarbeit mit dem staatlichen „Zentrum für Sprachaufbau und -entwicklung“ (Pusat Pembinaan dem Pengembangan Bahasa) in Jakarta hinaus förderte er die deutsch-indonesischen Beziehungen. Jakarta, dessen Flair er liebte und wo er sich zu Hause fühlte, war eine wichtige Station auf zahlreichen Reisen in Südostasien und der Südsee. Er war ein gern gesehener Gast und Referent, was auch seine Tätigkeit als Gastprofessor an der Universität De La Salle in Manila im Jahre 1976 unterstreicht. Sie ist zugleich Ausdruck der intensiven wissenschaftlichen Kommunikation und Zusammenarbeit, die Hans Kähler mit Fachkollegen Asiens, Australiens und der pazifischen Inselwelt pflegte.
Nach seiner Emeritierung widmete sich Kähler den wissenschaftlichen Arbeiten, die er zum Abschluss bringen wollte. Er kehrte in seinen letzten Lebensjahren zur Enggano-Sprache zurück und bereitete die Veröffentlichung eines Enggano-Wörterbuchs vor, das posthum erschien.
Seine Forschungsergebnisse veröffentlichte Kähler nach dem Krieg in den von ihm gegründeten „Veröffentlichungen des Seminars für Indonesische und Südseesprachen der Universität Hamburg“. Diese umfassen insgesamt mehr als 20 Monographien sowie Dissertations- und Habilitationsschriften.

## Schriften
- Hans Kähler: Texte von der Insel Enggano. Berichte über eine untergehende Kultur (= Veröffentlichungen des Seminars für indonesische und Südseesprachen der Universität Hamburg. Bd. 9, ZDB-ID 1018530-6). D. Reimer, Berlin 1975.
- Hans Kähler: Enggano – deutsches Wörterbuch (= Veröffentlichungen des Seminars für indonesische und Südseesprachen der Universität Hamburg. Bd. 14). Aus dem Nachlass herausgegeben und mit einem Deutsch–Enggano–Wörterverzeichnis versehen von Hans Schmidt. D. Reimer, Berlin u. a. 1975, ISBN 3-496-00178-X.